# Синдром Барта
Синдром Барта (англ. Barth syndrome) - Х-сцепленное рецессивное заболевание, которое характеризуется кардиомиопатией, скелетной миопатией, задержкой роста, нейтропенией и увеличенным содержанием в моче 3-метилглутаконовой кислоты.
Впервые синдром был описан Питером Бартом в 1983 году.

## Эпидемиология
По данным регистра BSF (Barth Syndrome Foundation) на 2012 год было известно о 151 больном. Частота синдрома составляет 1/300 000–400 000 живорожденных.

## Патогенез
Происходят мутации в гене TAZ, локализованном на длинном плече X хромосомы (Xq28). Большинство мутаций гена TAZ – миссенс-мутации, небольшие инсерции или делеции. Ген TAZ кодирует белок тафаззин, представляющий собой ацилтрансферазу, вовлечённую в ремоделирование кардиолипина — основного фосфолипида внутренней мембраны митохондрий. В результате мутаций в гене TAZ нарушается структура митохондриальной мембраны и функции ферментов дыхательной цепи.Конфигурация ацил-цепей кардиолипина является тканево-специфической.
Кардиолипин с четырьмя линолеил-фрагментами (тетралинолеил-кардиолипин, L4–CL) преимущественно локализуется в тканях с высоким окислительным потенциалом. В сердечной и скелетных мышцах L4–CL составляет до 70–80% от общего кардиолипина. При мутациях гена TAZ снижается образование L4–CL в пользу молекул кардиолипина разного ацильного состава. В результате накапливаются его промежуточные виды, несущие 3, а не 4 линолеоил группы (monolysocardiolipins, MLCL). Это приводит к значительному повышению соотношения MLCL:L4–CL, что служит основой для разработанного в настоящее время чувствительного теста диагностики синдрома Барта.

## Клинические проявления
Заболевание в основном проявляется нарушениями следующих систем: сердечно-сосудистой, скелетно-мышечной, а также гематологические нарушения и инфекции.
Нарушения сердечно-сосудистой системы:
- дилатационная кардиомиопатия;
- некомпактный миокард левого желудочка;
- удлиненный корригированный интервал Q–T (QTc);
- фиброэластоз эндокарда;
- желудочковая аритмия/внезапная сердечная смерть;
- неуточненная кардиомиопатия;
- гипертрофическая кардиомиопатия.

Нейромышечные нарушения:
- задержка моторного развития;
- проксимальная миопатия;
- патологическая утомляемость;
- непереносимость нагрузок.

Гематологические и инфекционные:
- нейтропения;
- рецидивирующие афтозные язвы и боль в деснах;
- перианальный дерматит;
- периодические бактериальные инфекции;
- септицемия.

Эндокринные и метаболические:
- 3-метилглутаконовая ацидурия;
- конституциональная задержка роста и костного возраста;
- задержка полового созревания;
- гипохолестеринемия;
- гипогликемия;
К тому же мальчики с синдромом Барта имеют значительное сходство в чертах лица, особенно от младенчества до раннего подросткового возраста. В раннем детстве лицо круглое с полными щеками, дети имеют так называемый «ангельский» внешний вид. После полового созревания голова и лицо сужаются, уши становятся более заметными. (дисморфология)[2]

## Диагностика
Используют 3 метода:
1. Определение экскреции 3-метилглутаконовой кислоты. Диагноз устанавливается при 5–20-кратном повышении экскреции указанного метаболита. Метод не специфичен, для подтверждения диагноза требуется выявление мутации гена TAZ или определение кардиолипинового отношения.
2. Определение отношения монолизокардиолипин/кардиолипин (MLCL: L4–CL). Этот тест имеет наилучшую точность с 100%-й диагностической чувствительностью и специфичностью, но в настоящее время доступен только в нескольких лабораториях. Смотрят соотношение монолизокардиолипина (Monolysocardiolipin – MLCL) и тетралиноил-кардиолипина (tetralinoleyl-cardiolipin – CL4). Соотношение MLCL/CL4 у здоровых детей <0,006 (0,004–0,009), у пациентов с синдромом Барта оно превышает 2,52 (1,51–4,22).
3. Секвенирование гена TAZ. Исследование следует проводить у пациентов с аномальным соотношением кардиолипина или при недоступности кардиолипиного тестирования. Молекулярно-генетическое исследование рекомендуется проводить больным и их родственникам для целей медико-генетического консультирования и пренатальной диагностики.[1]

## Дифференциальная диагностика
Дифференциальную диагностику следует проводить со следующими заболеваниями:
1. Кардиомиопатии (дилатационная эндокринной или метаболической этиологии, наследственная)
2. Митохондриальное заболевание
3. Циклическая или идиопатическая нейтропения

## Лечение
1. Лечение кардиомиопатии направлено на коррекцию симптомов сердечной недостаточности. Как правило, пациенты с синдромом Барта дают хороший ответ на применение ингибиторов АПФ и бета-блокаторов, дигоксина и мочегонных препаратов. У более половины пациентов нормализуются фракции выброса левого желудочка и диастолический объем. Выявление желудочковой аритмии требует дополнительного тестирования и рассмотрения вопроса об имплантации кардиодефибриллятора. Однако, после нескольких месяцев или лет стабильности отмечается ухудшение, что требует трансплантацию сердца.
2. Пациентов с симптоматической нейтропенией обычно лечат путем комбинации подкожного введения гранулоцитарного колониестимулирующего фактора и назначения антибиотиков, с профилактической целью.
3. Информации об эффективности терапии при метаболическом синдроме отсутствует. В ряде исследований продемонстрирована эффективность применения L-карнитина для улучшения систолической функции сердца.[1][3]

## Прогноз
По данным регистра BSF, средняя продолжительность жизни после установления диагноза составляет 3,3 года. В случае применения поддерживающей терапии продолжительность жизни увеличивается. Так, если в 2000 г. больные мальчики в возрасте старше 15 лет составляли 10% всех пациентов, то в 2011 г. – 36%.
        Смерть наступает от сердечной недостаточности или инфекции.